# Turtles III
Turtles III (englischer Originaltitel: Teenage Mutant Ninja Turtles III) ist ein Film von Stuart Gillard. Es handelt sich um die zweite Fortsetzung zu dem auf den „Teenage Mutant Ninja Turtles“-Comics basierenden Turtles-Film von 1990. Er kam 1993 in die Kinos, am 29. Juli 1993 in die deutschen. Von den drei Realverfilmungen ist er der am wenigsten (kommerziell) erfolgreiche. 2007 folgte ihm noch der komplett computeranimierte Film TMNT – Teenage Mutant Ninja Turtles, der jedoch keine Fortsetzung der Realverfilmungen, sondern der neuen Zeichentrickserie der frühen 2000er-Jahre darstellt.

## Handlung
Nach dem erneuten Sieg über ihren Erzfeind Shredder am Ende von Turtles II – Das Geheimnis des Ooze haben sich die Turtles (vier menschengroße mutierte Schildkröten) und ihr Meister, die ebenso mutierte Ratte Splinter, wieder in ihre Heimat, die Kanalisation, zurückgezogen, wo sie ihre Zeit hauptsächlich mit dem Ninjutsu-Training verbringen. Gelangweilt von diesem eintönigen Alltag freuen sich die Turtles sehr, als ihre Freundin, die Journalistin April O’Neal, mit einem antiken Geschenk für sie und ihren Meister Splinter vorbeikommt. Bei dem Geschenk für Splinter handelt es sich um ein antikes Zepter aus dem feudalen Japan. Als April es in der Hand hält, verschwindet sie plötzlich vor den Augen ihrer Freunde und an ihrer Stelle erscheint ein japanischer Feudalherr. Nachdem die Turtles herausgefunden haben, dass das Zepter April und den Feudalherren über Raum und Zeit hinweg die Plätze hat tauschen lassen, beschließen sie, April in die Vergangenheit nachzufolgen, um sie sicher ins New York der Gegenwart zurückzuholen. Sie bitten ihren alten Freund Casey Jones während ihrer Abwesenheit bei ihrem Meister Splinter und dem Feudalherren zu bleiben, bevor sie mittels des Zepters ihre Reise in das Japan des 17. Jahrhunderts antreten. Bevor sie ihre Reise antreten findet Donatello noch heraus, dass sie nur 60 Stunden Zeit haben, um mit April zurückzukehren, dann wird sich der Übergang im Raumzeitgefüge unwiderruflich schließen. Als die Turtles schließlich ihr Abenteuer beginnen, tauschen sie mit vier japanischen Soldaten die Plätze. Zwischenzeitlich wurde April, die an der Stelle erschien, wo zuvor noch der in New York aufgetauchte Feudalherr stand, für dessen Verschwinden verantwortlich gemacht und gefangen genommen. Die vier Turtles geraten indes bei ihrem Erscheinen prompt zwischen die Fronten bei Auseinandersetzungen von Rebellen und Feudalherren, was ihr Unterfangen April zu retten umso schwieriger werden lässt. Den Turtles gelingt es mit Hilfe der Rebellen April zu befreien und die Auseinandersetzungen zu schlichten. Von der lokalen Bevölkerung werden sie daher als Helden verehrt, weshalb sie sich ernsthaft überlegen, nicht in ihre eigene Zeit zurückzukehren, da sie sich dort in der Kanalisation verstecken müssen. Schließlich entscheiden sie sich doch für die Rückkehr ins New York der Gegenwart, weil sie zu dem Schluss kommen, dass ihre Anwesenheit doch eine zu starke Beeinflussung des Lebens der Bevölkerung im feudalen Japan zur Folge hätte. Mit Hilfe des Zepters kehren sie noch rechtzeitig vor Ablauf der 60-Stunden-Frist zurück, wobei sie erneut die Plätze mit den an ihrer Stelle in New York erschienenen Japanern zurücktauschen. Kurz nach ihrer Rückkehr verliert das Zepter seine Zeitreisefähigkeit (dargestellt durch einen sich drehenden Aufsatz). Die Turtles und April sind wohlbehalten zurück bei Meister Splinter und Casey Jones im New York der Gegenwart.

## Synchronisation
Die deutsche Synchronfassung entstand bei der Hermes Synchron GmbH, Potsdam. Arne Elsholtz schrieb das Dialogbuch und führte Regie.
| Rolle             | Darsteller               | Synchronsprecher  |
| ----------------- | ------------------------ | ----------------- |
| Leonardo          | Mark Caso Brian Tochi    | Rainer Doering    |
| Raphael           | Matt Hill Tim Kelleher   | Frank Schaff      |
| Donatello         | Jim Raposa Corey Feldman | Jan Odle          |
| Michaelangelo     | David Fraser Robbie Rist | Stefan Krause     |
| Splinter          | James Murray             | Arne Elsholtz     |
| April O’Neil      | Paige Turco              | Sabine Jaeger     |
| Casey Jones, Whit | Elias Koteas             | Torsten Sense     |
| Walker            | Stuart Wilson            | Frank Glaubrecht  |
| Lord Norinaga     | Sab Shimono              | Michael Chevalier |
| Mitsu             | Vivian Wu                | Bettina Weiß      |
| Niles             | John Aylward             | Jürgen Kluckert   |

## Kritiken
Das Lexikon des Internationalen Films schreibt, der Film sei eine „auf jugendliche Zuschauer zugeschnittene Mischung aus meist unblutigen Kampfszenen und wenig originellen Sprüchen“.

## Geplante Fortsetzung
Es gab frühe Pläne für einen vierten Teil. Playmates-Spielzeugkataloge deuteten 1996 auf einen vierten Film hin, der jedoch nie zustande kam. Ein Drehbuch mit dem Titel „Teenage Mutant Ninja Turtles IV: The Foot Walks Again“ stammte von Craig Shapiro und John Travis, während Peter Laird Konzeptentwürfe für eine Version veröffentlichte, die seiner Aussage nach „Teenage Mutant Ninja Turtles IV: The Next Mutation“ geheißen hätte. Darin sollte auch ein fünfter Turtle namens Kirby gezeigt werden. Stattdessen wurde von 1997 bis 1998 die Fernsehserie Ninja Turtles: The Next Mutation produziert, die außer dem Untertitel kaum etwas mit der vorherigen Konzeptarbeit gemeinsam hatte.

## Veröffentlichung als Heimvideo
- Der Film wurde 1994 auf Video und am 20. März 2003 im deutschsprachigen Raum als DVD veröffentlicht.[5] 2014 erschien Turtles 3 erstmals auf Blu-ray.